# Tadorna radjah
Radjah radjah là một loài chim trong họ Vịt.
Trước đây loài được đặt trong chi Tadorna, nhưng loài này khác rõ rệt về hình thái bên ngoài, và dữ liệu chuỗi cytochrome b mtDNA cho thấy địa vị của loài này nên được điều tra lại.Hiện tại loài đang được xếp trong một chi riêng, chi Radjah.
Cả vịt trống và vịt mái của các loài chủ yếu là màu trắng, mũi cánh sẫm màu và một "vòng cổ" có lông sẫm màu. Nhìn từ phía trước trong khi chúng bay những con chim này có các dải màu xanh lá cây trên chóp cánh.